# Spathius hebrus
Spathius hebrus är en stekelart som beskrevs av Nixon 1943. Spathius hebrus ingår i släktet Spathius och familjen bracksteklar. Inga underarter finns listade i Catalogue of Life.